# Толвинский, Николай Константинович
Николай Константинович Толвинский (пол. Mikołaj Tołwiński; 1857, Варшава — 7 декабря 1924, Варшава) — российский и польский архитектор, академик архитектуры. Автор ряда зданий в Одессе и Варшаве. Отец известного польского архитектора Тадеуша Толвинского.

## Биография
Родился в 1857 году. После окончания Варшавского художественного училища Толвинский в 1876 году поступил в Императорскую академию художеств в Петербурге. В 1880 году окончил курс наук и получил малую серебряную медаль. В 1882 году получил большую серебряную медаль; в 1883 — большую серебряную и малую золотую за программу «Проект великокняжеского загородного замка на юге России». В том же году дано звание классного художника 2 степени; в 1884 — звание классного художника 1 степени. В 1889 году получил звание академика.
По окончании обучения получил должность младшего архитектора Херсона. В 1889 году переехал работать в Одессу. Некоторое время находился на городской службе, исполняя обязанности архитектора городской управы и Одесского окружного суда. Архитектор Императорского Новороссийского университета, руководил строительством новых корпусов университета. Действительный член Петербургского общества архитекторов. В 1900 году избирается ординарным профессором Варшавского политехнического института по кафедре архитектуры и переезжает в Польшу, где работает до самой смерти, создав свою архитектурную школу. Его сын, Тадеуш Толвинский, стал известным польским архитектором.
В 1902–1905 годах входил в состав редакции журнала Przegląd Techniczny. С 5 ноября 1909 года член комитета сооружения памятника Шопену в Варшаве (официально утверждён генерал-губернатором в январе 1910 года). 
Скончался 7 декабря 1924 года, похоронен в Варшаве на кладбище Старые Повонзки (квартал 217-VI-1/4).

## Проекты и постройки

### Одесса

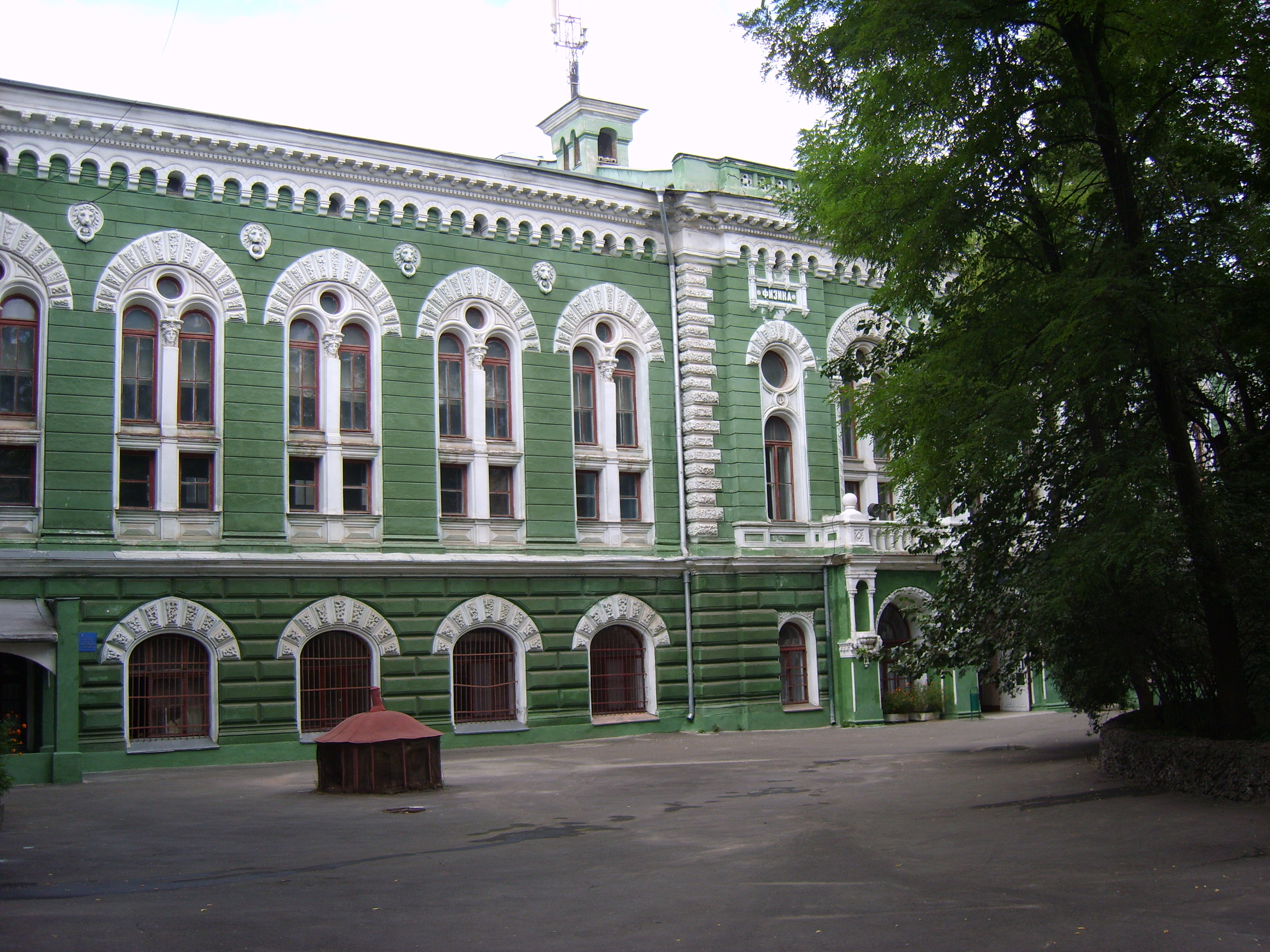
Физико-химический факультет Новороссийского университета

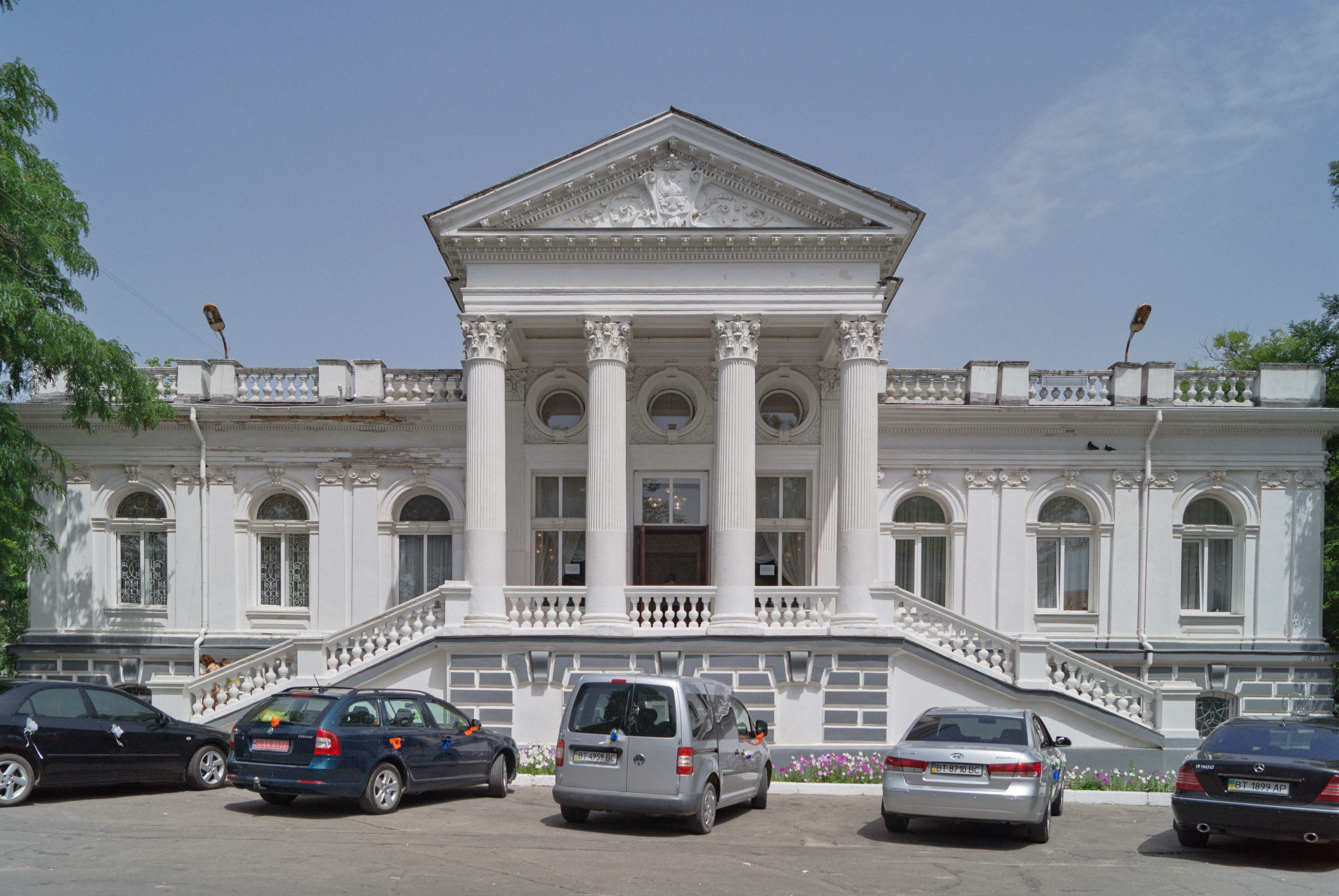
Публичная городская библиотека Херсона

- Комплекс школы-интерната для Товарищества школы садоводства на Малом Фонтане (1886—1888);
- Шестиклассное училище;
- Особняк Франца. Улица Пастера, 28 (1887);
- Доходный дом Тангура. Преображенская улица, 41 (1888);
- Конкурсный проект новой городской больницы (1890, не реализован)[7];
- Доходный дом. Улица Александра Станкова, 4 (1890-е);
- Доходный дом. Улица Александра Станкова, 6 (1890-е);
- Доходный дом Урусова. Канатная улица, 10 (1890-е);
- Жилой дом. Улица Пастера, 30 (1890-е);
- Доходный дом Фрица. Спиридоновская улица, 10 (1890-е);
- Здание высших женских курсов. Торговая улица, 15 (1890-е);
- Городское девичье училище. Старопортофранковская улица, 32 (1890—1891);
- Комплекс зданий Куяльницкого курорта (1890—1892);
- Городское ремесленное училище. Старопортофранковская улица, 14 (1892);
- Здание судебных учреждений (по эскизу архитектора В. А. Пруссакова)[8]. Пантелеймоновская улица, 19 (1893—1895);
- Жилой дом. Базарная улица, 110 (1895);
- Физико-химический факультет Новороссийского университета. Улица Пастера, 27 (1897—1899);
- Здание земской управы. Пантелеймоновская улица, 17 (1898—1899);
- Земский дом на Вокзальной площади (1898—1899);
- Ансамбль медицинского факультета Императорского Новороссийского университета. Улица Пастера, 7—9 (1899—1902);
- Корпус юридического и исторического факультетов с библиотекой.

### Варшава
- Конкурсный проект здания варшавского общества поощрения изящных искусств (1894, не реализован)[9];
- Женское учебное заведение Стефании Толвинской. Улица Святой Барбары, 4 (1902);
- Собственный доходный дом. Улица Служевская, 3 (совместно с Генриком Штифельманом; 1903–1905; не сохранился)[10][11][12];
- Комплекс зданий Трамвайной школы. Улица Рогалинская, 2 (совместно с сыном, 1912).

### Другие места
- Конкурсный проект часовни Карла Шейблера в Лодзи (совместно с П. Брукальским) (1883, не реализован);
- Достройка усадьбы Курисов (1891);
- Конкурсный проект загородных домов для предместья Вильны (1892, не реализован)[13];
- Конкурсный проект театра в Иркутске (1893, не реализован)[14];
- Конкурсный проект помещений для семейных мастеровых Адмиралтейства Либавского порта (1894, не реализован)[9];
- Конкурсный проект Полтавского ремесленного училища (1895);
- Гимназия в Мариуполе (1895)[9];
- Колония для рабочих Товарищества Невской ниточной мануфактуры (1896);
- Конкурсный проект Харьковской губернской земской управы (1896);
- городская библиотека в Херсоне (по проектному решению Ф. Гонсиоровского; 1896);
- Проект перестройки церкви Успения Пресвятой Девы Марии в деревне Кампинос Мазовецкого воеводства (1903; не реализован)[15];
- Вилла Эсте[пол.] в Констанцин-Езёрна (совместно с сыном; 1911).